# Márcia Narloch
Márcia Narloch, född 28 mars 1969, är en friidrottare från Brasilien. Hon deltog vid olympiska sommarspelen 1992, olympiska sommarspelen 1996 och olympiska sommarspelen 2004.